# Apostolisch vicariaat Darién
Het apostolisch vicariaat Darién (Latijn: Vicariatus Apostolicus Darienensis) is een rooms-katholiek apostolisch vicariaat met als zetel Metetí, in Panama. Het omvat de provincie Darién en het indianenreservaat Emberá-Wounaan. Het apostolisch vicariaat is vrijgesteld en valt als immediatum direct onder de Heilige Stoel, zonder te behoren tot een kerkprovincie. 

## Geschiedenis
Het apostolisch vicariaat werd opgericht op 29 november 1925, uit delen van het bisdom Panamá. Op 15 december 1988 verloor het gebied bij de oprichting van het bisdom Colón. Alle apostolisch vicarissen tot heden (2024) waren lid van de Missionarissen Zonen van het Onbevlekt Hart van Maria (C.M.F.). 

## Parochies
Het apostolisch vicariaat had in 2022 een oppervlakte van 16.666 km2 en telde 60.800 inwoners waarvan 88,3% rooms-katholiek was. 

## Apostolisch vicarissen
- Juan José Maíztegui y Besoitaiturria (14 juli 1926 - 1932)
- José María Preciado y Nieva (26 februari 1934 - 9 juli 1955)
- Jesús Serrano Pastor (7 april 1956 - 22 juli 1981)
- Carlos María Ariz Bolea (22 juli 1981 - 15 december 1988)
- Rómulo Emiliani Sánchez (15 december 1988 - 2 februari 2002)
- Pedro Joaquin Hernández Cantarero (12 februari 2005 - heden)